# Эстебаранс, Кике
Хуан Энрике Эстебаранс Лопес (исп. Juan Enrique Estebaranz López), более известный как Кике Эстебаранс (исп. Quique Estebaranz; род. 6 октября 1965, Мадрид) — испанский футболист, выступавший на позиции нападающего. 

## Биография

### Клубная карьера
Воспитанник клуба «Атлетико Мадрид». Профессиональную карьеру начал в середине 1980-х, выступая за фарм-клуб «Атлетико» во второй и третьей испанских лигах. В 1988 году перешёл в клуб «Расинг» Сантандер, выступая за который, в том же сезоне стал лучшим бомбардиром Сегунды, забив 23 мяча. После удачного сезона в Сегунде, Эстебаранс подписал контракт с клубом Ла Лиги «Тенерифе», где быстро стал игроком основы и выступал за команду на протяжении четырёх сезонов. Летом 1993 года стал игроком «Барселоны». За один сезон в новом клубе провёл 14 матчей и забил 3 гола в чемпионате Испании, стал чемпионом страны и дошёл до финала Лиги чемпионов, в котором «Барселона» уступила «Милану». Покинув «Барселону», выступал за клубы Ла Лиги «Севилья» и «Эстремадура». Последние годы карьеры провёл в клубах низших лиг «Оренсе» и «Химнастика Сеговиана». Завершил карьеру после окончания сезона 1999/2000.
В 2001 году, после завершения игровой карьеры, начал работать тренером в школе Asociación de Futbolistas Españoles, затем с детскими командами мадридского «Атлетико». В феврале 2005 года возглавил клуб Сегунды Б «Леганес», в котором проработал до конца сезона. С 2006 года является директором академии мадридского «Атлетико». Также работает комментатором на телеканале LaSexta.

### Карьера в сборной
В 1993 году сыграл 3 матча за сборную Испании: два в рамках отборочного турнира чемпионата мира 1994 против сборных Литвы и Албании и один товарищеский матч против Чили.

## Достижения
«Барселона»
- Чемпион Испании: 1993/94
- Финалист Лиги чемпионов УЕФА: 1993/94

### Личные
- Лучший бомбардир Сегунды: 1988/89 (23 гола)